# Ташань
Таша́нь (укр. Ташань) — село, входит в Бориспольский район Киевской области Украины и находится на правом берегу реки Супой. Юго-восточнее к селу примыкает Ташаньский парк - памятник садово-паркового искусства общегосударственного значения, площадью 144 га. Также с 2019 года, село Ташань является центром одноимённой территориальной общины.
Население по переписи 2001 года составляло 661 человек. Почтовый индекс — 08460. Телефонный код — 4567. Занимает площадь 3,34 км².
В Ташани находилась усадьба фельдмаршала П. А. Румянцева-Задунайского, где он проживал в годы управления Малороссией. Здесь же он и умер, после чего усадьбу унаследовал его сын, Сергей Петрович. Последним владельцем усадьбы стал князь Константин Александрович Горчаков, который, согласно легенде, выиграл Ташань в карты у своего предшественника.

## Местный совет
08460, Київська обл., Переяслав-Хмельницький р-н, с. Ташань, вул. Центральна, 7-А